# غاري بيلي
غاري بيلي (27 يوليو 1966 - )  (بالإنجليزية: Gary Bailey)‏ هو لاعب كريكت بريطاني.